# 富若町
富若町（とみわかちょう）は、群馬県太田市にある地名（町丁）。郵便番号は373-0023。

## 概要
毛里田地区にある町丁。

## 地理

### 近隣町丁
- 只上町
- 東金井町
- 上小林町
- 東新町

## 世帯数と人口
2022年（令和4年）3月31日現在の世帯数と人口は以下の通りである。
| 町丁   | 世帯数  | 人口  |
| ------ | ------- | ----- |
| 富若町 | 212世帯 | 546人 |

## 交通

### 鉄道
町内に鉄道は通っていない。

### 道路
- 国道50号

## 施設
- 育実こども園